# Bjarne Mädel

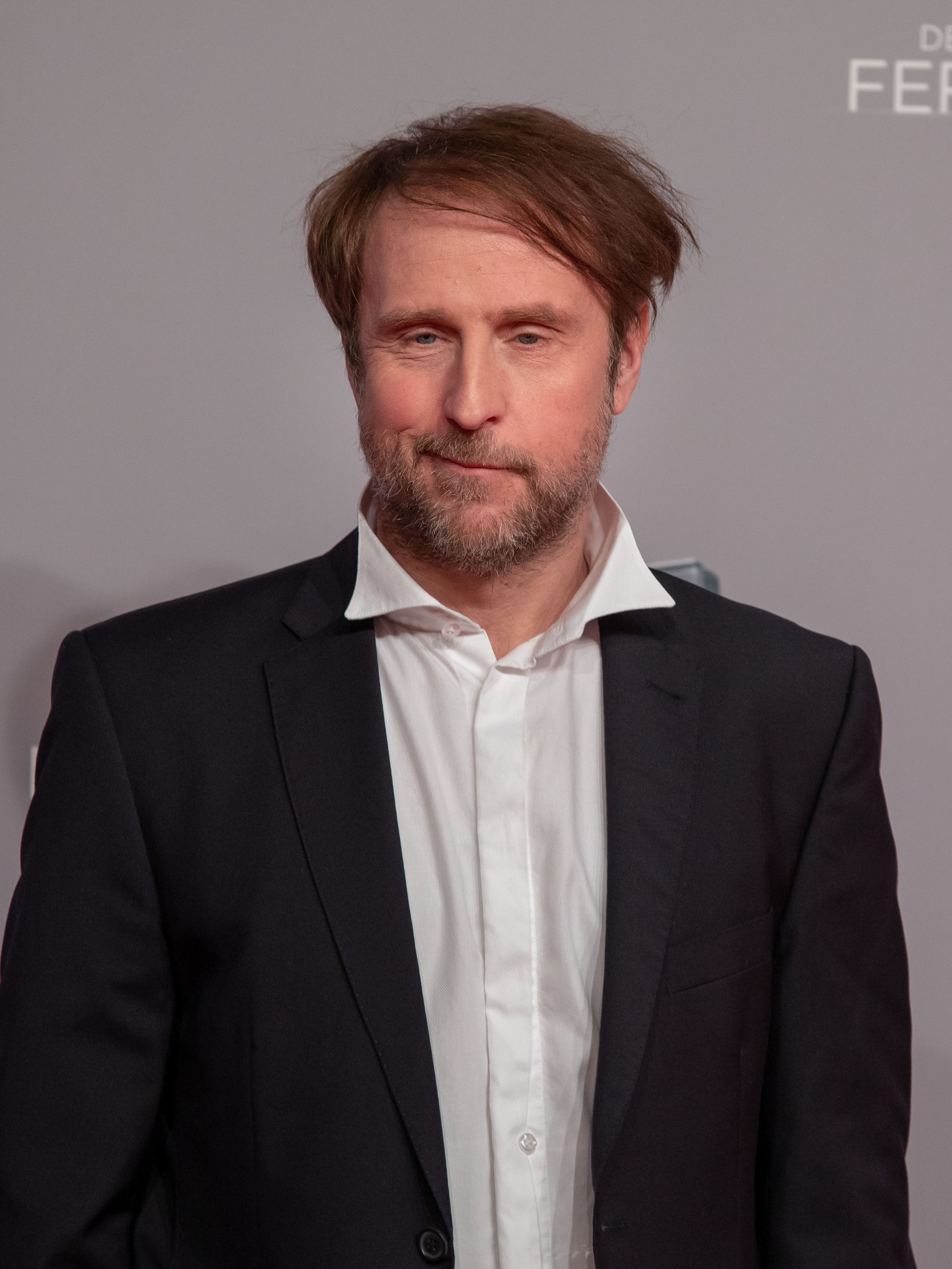
Foto, 2019

Bjarne Ingmar Mädel (Hamburgo, 12 de marzo de 1968) es un afamado actor alemán. Ha trabajado en teatro, cine y televisión, y grabado también audiolibros.  

## Biografía
Mädel pasó su infancia en Reinbek, Schleswig-Holstein. Cuando era adolescente, vivió en una comunidad cerrada en Nigeria durante un año y medio porque su padre trabajaba allí como ingeniero civil.
Cuando tenía 17 años, trabajó en el puerto de Hamburgo durante un verano.
Obtuvo su Abitur en un Gymnasium de Friedberg y estudió arte dramático y literatura en la Universidad de Erlangen-Núremberg.
Se fue a trabajar a California como albañil donde además estudió en la Universidad de Redlands y siguió formándose a mediados de los años 1990 en la 
Filmuniversität Babelsberg Konrad Wolf de Postdam. 
Actuó en el Volkstheater Rostock de 1996 a 1999, y en la Deutsches Schauspielhaus de 2000 a 2005.
Quizá su personaje más conocido sea el de Berthold “Ernie” Heisterkamp de la serie Stromberg.
Es seguidor del Hamburgo S.V.
Vive en Berlín-Kreuzberg.

### Compromiso político
Con motivo de la cumbre climática de 2009, Mädel apareció en el cortometraje La factura de Germanwatch , que habla de los efectos de la crisis climática en el Sur global. 
Para el Día Internacional de la Mujer de 2021, Mädel participó en un proyecto de vídeo de Alianza 90/Los Verdes.
En 2022, Mädel impulsó la iniciativa "Africrooze", que proporciona bicicletas eléctricas en países africanos para promover una transición de movilidad allí, del que es embajador desde 2019.